# Paco Soler
Francisco Soler Atencia conocido como Paco Soler o "Chichi" Soler (Palma de Mallorca, España, 5 de marzo de 1970) es un exfutbolista y entrenador de fútbol español.
Es el jugador con más partidos  oficiales disputados en la historia del  Real Club Deportivo Mallorca.

## Trayectoria como jugador
| Equipo        | País   | Año       |
| ------------- | ------ | --------- |
| Real Mallorca | España | 1989-2004 |

## Trayectoria como entrenador
| Equipo                           | País     | Año  |
| -------------------------------- | -------- | ---- |
| Sport Clube Beira-Mar            | Portugal | 2007 |
| Club Deportivo Atlético Baleares | España   | 2009 |
| Club Deportivo Atlético Baleares | España   | 2013 |
| U.D. Alaró                       | España   | 2015 |
| Sporting Valdemosa               | España   | 2016 |

## Palmarés como jugador
- 1 JJ. OO. Barcelona (1992)
- 1 Supercopa de España (1998)
- 1 Copa del Rey (2003)